# Illadopsis pyrrhoptera
Illadopsis pyrrhoptera, comummente conhecida como iladópsis-da-montanha, é uma espécie de ave passeriforme da família Pellorneidae.

## Etimologia
Do que toca ao nome «iladópsis», aportuguesamento do nome genérico Illadopsis, o mesmo resulta da aglutinação dos étimos gregos clássicos Ἰλιάς (illas), que significa «tordo» e ὄψις (opsis), que é um sufixo que se usa para veicular a ideia de parecença ou semelhança.

## Distribuição
Pode ser encontrada nos seguintes países: Burundi, República Democrática do Congo, Quénia, Malawi, Ruanda, Tanzânia e Uganda.
Os seus habitats naturais são: florestas secas tropicais ou subtropicais e regiões subtropicais ou tropicais húmidas de alta altitude.